# Місюра Володимир В'ячеславович
Володи́мир В'ячесла́вович Місю́ра (нар. 21 серпня 1956, с. Торчин, Луцький район, Волинська область) — український поет і перекладач. Член Національної спілки письменників України (2014).

## Життєпис
Володимир Місюра народився 21 серпня 1956 року в селищі міського типу Торчин Луцького району Волинської області Української РСР у родині В'ячеслава Станіславовича та Ніни Михайлівни, робітника в міжколгоспбуді та домогосподарки з Грубешівського повіту. Закінчив перший клас школи в Яготині Київської області, але у 1967 році батьки переїхали до Луцька, де Володимир почав навчання у школі № 1, загалом він навчався у чотирьох школах. У 1982 році закінчив історичний факультет Луцького педагогічного інституту імені Лесі Українки. У 2005 році вийшла його перша збірка віршів під назвою «Осінні квіти». 2014 року став членом Національної спілки письменників України. Працює заступником директора з навчально-виховної роботи Луцького вищого професійно-технічного училища будівництва та архітектури. Публікувався в газеті «Літературна Україна», альманасі «Світязь» та часописі «Яровиця», а також у збірках поезії «Луцький замок у мистецькому просторі України» (2012) та «Апостол правди і науки» (2014).

## Творчість
Володимир Місюра — автор численних збірок ліричних віршів, його ліриці притаманна простота висловлювання поетичної думки й уміле поєднання художніх засобів із композиційними елементами твору, а поезії позначені філософською глибиною та історизмом мислення. Низку його віршів поклали на музику волинські композитори. Деякі книги виходили у його власному художньому оформленні. Окрім цього, Володимир Місюра перекладає білоруські, російські та польські поезії.

### Збірки віршів
- «Осінні квіти» (2005)
- «Рубіж» (2006)
- «Перо Жар-птиці» (2008)
- «Коли поета переклав поет» (2010)
- «Небесний метроном» (2012)
- «Пісенний ретро-вернісаж» (2013)
- «Світ неосягнимий» (2015)
- «Волинська доля» (2016)
- «Куди ховаються вітри» (2018)